# Франтц, Константин Карлович
Константин Карлович Франтц — советский военно-морской деятель, инженерный работник, автор самостоятельных научных разработок, доцент, начальник учебного отделения учебного отдела Военно-морской академии, инженер-капитан 1-го ранга (1940).

## Биография
Русский, из потомственных дворян, беспартийный, в РККФ с ноября 1917 года. Отец — Карл Иванович Франтц, отставной генерал-лейтенант Отдельного корпуса пограничной стражи. Обучался в Санкт-Петербургской Ларинской гимназии. Поступил в младший общий класс Морского кадетского корпуса на казённый счёт. 19 ноября 1903 был наказан временным лишением погон ввиду дисциплинарного взыскания. Закончил только общие классы и в 1907 подал прошение о поступлении на механическое отделение Технологического института. Участник Гражданской войны на Краснознамённом Балтийском флоте на эскадренном миноносце «Гавриил» с 1918 по 1920. В 1939 начальник учебного отделения учебного отдела Военно-морской академии.  В годы Великой Отечественной войны являлся начальником программно-методического отделения учебного отдела Военно-морской академии им. К. Е. Ворошилова.
Похоронен на Богословском кладбище Санкт-Петербурга.

### Адреса
- Санкт-Петербург, Васильевский остров, 6-я линия, дом 29, квартира 3;
- Петербургская сторона, угол Церковной и Соборной, дом 23, квартира 13.

### Звания
- Инженер-флагман 3-го ранга (13 июня 1939);[5][6]
- Инженер-капитан 1-го ранга (8 июня 1940)[7].

### Награды
- Орден Ленина (1945)[8];
- Орден Красного Знамени (1944)[9];
- Юбилейная медаль «XX лет Рабоче-Крестьянской Красной Армии» (1938);
- Медаль «За победу над Германией в Великой Отечественной войне 1941—1945 гг.» (1945).